# Horio Tadauji
Horio Tadauji (堀尾 忠氏?; 1578 – 8 agosto 1604) è stato un daimyō giapponese del periodo Sengoku, figlio di Horio Yoshiharu.

## Biografia
Nel 1599 il padre Yoshiharu si ritirò e lasciò a Tadauji la responsabilità di guidare il clan e il dominio di Hamamatsu nella provincia di Tōtōmi. 
Nel 1600, pochi mesi prima della battaglia di Sekigahara, fu organizzato un grande raduno in cui tutti i signori che desideravano impegnare la propria lealtà verso Tokyugawa Ieyasu potevano farlo. Horio Tadauji e suo padre avevano deciso di sostenere Ieyasu.
Prima di questo incontro Yamauchi Kazutoyo aveva chiesto al suo amico Tadauji quale fosse la migliore linea d'azione. Tadauji rispose che lui e suo padre avrebbero combattuto a sostegno delle forze orientali. Kazutoyo chiese "Cosa dovremmo dire quando salutiamo Ieyasu?"
Horio rispose facilmente, con passione e venerazione, "Impegno le mie terre, il mio castello, la mia famiglia, il mio cibo, la mia vita, tutto ciò che posso dare, senza esitazione per la causa Tokugawa!" Kazutoyo si commosse e accettò di seguire i consigli del suo amico e si unì alle forze orientali.
Il giorno del grande raduno, Ieyasu ricevette molti impegni di lealtà, ma fu l'impegno di Kazutoyo a suscitare la risposta più passionevole. Ripeté a parole la risposta appassionata del suo amico Horio. "Impegno le mie terre, il mio castello, la mia famiglia, il mio cibo, la mia vita, tutto ciò che posso dare, senza esitazione per la causa Tokugawa!" Gli occhi di Horio devono essersi gonfiati sentendo la propria promessa provenire dalla bocca del suo amico. Ancora di più quando un Ieyasu molto compiaciuto elogiò l'uomo per la sua sincerità e per essersi spinto così a fondo nella sua risposta. Anche gli altri leader ammirarono la risposta con un esultante entusiasmo.
Nel 1600 durante la campagna di Sekigahara Tadauji guidò le truppe Horio in sostituzione del padre Yoshiharu, che era stato ferito durante una festa. Tadauji prese parte alla battaglia schierato con Tokugawa Ieyasu. Dopo la battaglia Ieyasu elogiò Tadauji per il suo comportamento e lo ricompensò con il dominio di Matsue, 240.000 koku, nella provincia di Izumo.
Nel 1604 Tadauji morì di malattia prima di Yoshiharu e fu succeduto dal figlio Tadaharu.